# Troça
A troça é um grupo carnavalesco com orquestra carnavalesca que toca prioritariamente Frevo, Marchinha de Carnaval e outras músicas típicas. É muito comum nos carnavais do nordeste brasileiro, principalmente no Recife e em Olinda (Pernambuco).
Conhecida também por levanta poeira, é clube de frevo de menores proporções em comparação aos blocos, geralmente de caráter mais informal, e tem como mote alguma zombaria, brincadeira ou viés crítico, às vezes político. Pode conter estandarte, orquestra, passistas e, algumas vezes, pode se apresentar com mais luxo do que os próprios clubes carnavalescos. Geralmente se apresenta de dia nas ruas durante o carnaval ou nas semanas que o precedem.

## História
Os registros das primeiras troças no carnaval de Olinda datam do início do século XX. Em 1910, organizados por jovens moradores da Cidade Alta (centro histórico da cidade), a Troça Carnavalesca Mista Papudinho saiu às ladeiras. Participou apenas de dois carnavais, encerrando suas atividades em 1911. Alguns destes integrantes fundaram o Clube Carnavalesco Misto Vassourinhas. Ainda em 1910, a Troça Carnavalesca Mista Bonequinho foi fundada por pescadores da praia dos Quatro Coqueiros e da praia dos Milagres, e apresentou-se em cinco carnavais. Outras troças da mesma época: Troça Infantil Bengalinha (1911), Troça Carnavalesca Mista Caçadores (1920), Troça Carnavalesca Mista Cariri Olindense (1921), Troça Carnavalesca Mista Os Pescadores (1923).
Ao longo dos carnavais, diversas troças foram criadas em Olinda e outras cidades, como Recife e Paulista.

## Tipos de Troça
O termo mista no nome da troça indica que ela é composta por homens e mulheres. Apesar de raras, algumas troças não mistas ainda se apresentam, como é o caso da Troça Carnavalesca Ceroula de Olinda, que no seu cordão não é permitida a entrada de mulheres, mas apenas de maneira figurativa.

## Troças do Carnaval Pernambucano
Lista de algumas troças do carnaval pernambucano, em ordem cronológica de fundação.
| Nome                                                  | Ano de Fundação | Ano de Encerramento | Local de Apresentação                                        |
| ----------------------------------------------------- | --------------- | ------------------- | ------------------------------------------------------------ |
| Troça Carnavalesca Mista Papudinho                    | 1910            | 1911                | Rua do Bonfim, Olinda                                        |
| Troça Carnavalesca Mista Bonequinho                   | 1910            | 1944                | Praias dos Quatro Coqueiros e dos Milagres, Olinda           |
| Troça Infantil Bengalinha                             | 1911            | ?                   | Rua do Amparo, Olinda                                        |
| Troça Carnavalesca Mista Os Pescadores                | 1914            | 1923                | Praia dos Quatro Coqueiros                                   |
| Troça Carnavalesca Mista Caçadores                    | 1920            | 1931                | Quatro Cantos, Olinda. Depois em Guadalupe, Olinda           |
| Troça Carnavalesca Mista Cariri Olindense             | 1921            | Em atividade        | Praça Conselheiro MIguel Canuto, Guadalupe, Olinda           |
| Troça Carnavalesca Mista Destemidos                   | 1922            | 1946                | Floresta, Paulista                                           |
| Troça Carnavalesca Prato Misterioso                   | 1925            | ?                   | ?                                                            |
| Troça Carnavalesca Donzelinhos dos Milagres           | 1932            | 1957                | ?                                                            |
| Troça Carnavalesca Mista Bolinha de Ouro              | 1933            | 1935                | Rua do Sobrado dos Arcos, Olinda. Depois na Rua do Guadalupe |
| Troça Carnavalesca Mista Pavão de Ouro                | 1934            | 1950                | Farol, Olinda. Depois Ilha do Maruim, Olinda                 |
| Troça Carnavalesca Mista Verde Linho                  | 1938            | 1966                | Rua dos Tocos, Olinda                                        |
| Troça Carnavalesca Mista Pitombeira dos Quatro Cantos | 1940            | Em atividade        | Rua do Amparo, Olinda                                        |
| Troça Carnavalesca Mista Estrelinha                   | 1945            | 1946                | Guadalupe, Olinda                                            |
| Troça Carnavalesca Mista Combate                      | 1945            | ?                   | Guadalupe, Olinda                                            |
| Troça Carnavalesca Mista Remadores                    | 1948            | 1949                | ?                                                            |
| Troça Carnavalesca Pijama                             | 1950            | ?                   | Cidade Alta, Olinda                                          |
| Troça Carnavalesca Mista Dona Sinhá                   | 1957            | ?                   | ?                                                            |
| Troça Carnavalesca Mista Girafa                       | 1960            | 1965                | Guadalupe, Olinda                                            |
| Troça Carnavalesca Mista Cheguei Agora                | 1960            | 1964                | Jatobá. Depois Estrada de Paulista                           |
| Troça Carnavalesca Mista Passando a Vassoura          | 1960            | 1963                | Rua das Belas Artes (Olinda?)                                |
| Troça Carnavalesca Ceroula de Olinda                  | 1962            | Em atividade        | Varadouro, Olinda                                            |
| Troça Carnavalesca Mista O Cachorro do Farol          | 1963            | Em atividade        | Amaro Branco - Olinda                                        |
| Troça Carnavalesca Bacalhau do Batata                 | 1965            | Em atividade        | Alto da Sé, Olinda                                           |
| A Mulher do Dia                                       | 1967            | Em atividade        | Olinda                                                       |
| Troça Carnavalesca Mista Pavão Misterioso             | 1974            | ?                   | Av. Presidente Kennedy, Olinda                               |
| Troça Carnavalesca Mista A Burra                      | 1974            | Em atividade        | Bairro do Rosário, Olinda                                    |
| Troça Carnavalesca Mista Menino da Tarde              | 1975            | Em atividade        | Guadalupe, Olinda                                            |
| Troça Carnavalesca Mista Cachorrão                    | Década de 1970  | ?                   | Varadouro, Olinda                                            |
| Troça Carnavalesca Mista Barca Furada                 | 1979            | ?                   | Cidade Alta, Olinda                                          |
| Troça Carnavalesca Mista John Travolta                | 1979            | Em atividade        | Guadalupe, Olinda                                            |
| Troça Carnavalesca Mista Barba Papa                   | 1980            | Em atividade        | ?                                                            |
| Troça Carnavalesca Mista Menino de Rio Doce           | 1982            | Em atividade        | Rio Doce, Olinda                                             |
| Troça Carnavalesca Mista Trinca de Ás                 | 1985            | Em atividade        | Ladeira da Misericórdia, Olinda                              |
| Troça Carnavalesca Mista Tarados da Sé                | 1987            | Em atividade        | Alto da Sé, Olinda                                           |
| Troça Carnavalesca Mista Mulher na Vara               | 1993            | Em atividade        | Cidade Alta, Olinda                                          |
| Grito da Véia                                         | 2004            | Em atividade        | Pátio de Santa Cruz, Recife                                  |
| Troça Carnavalesca Mista Se Eu Flopar Me Beija        | 2016            | Em atividade        | Praça do Carmo, Olinda                                       |
| Troça Carnavalesca Mista Palula me Conhece            | 2020            | Em atividade        | Paço Alfandega - Recife                                      |